# Milada asiatica
Milada asiatica är en tvåvingeart som beskrevs av Richter 1973. Milada asiatica ingår i släktet Milada och familjen parasitflugor. Inga underarter finns listade i Catalogue of Life.